# 市川惇信
市川 惇信（いちかわ あつのぶ、1930年8月3日 - 2018年） は、日本のシステム科学者。東京工業大学名誉教授。学術情報センター名誉教授。元国立環境研究所長。元人事官。元計測自動制御学会長。

## 人物・経歴
1953年、東京工業大学工学部化学工学科卒業。1955年東京工業大学大学院工学研究科化学工学専攻修士課程修了。1958年、東京工業大学大学院理工学研究科化学工学専攻博士課程修了、工学博士、東京工業大学助手。プリンストン大学博士研究員、ケース工科大学（現ケース・ウェスタン・リザーブ大学）博士研究員、東京工業大学助教授、東京工業大学教授を経て、1991年定年退官、東京工業大学名誉教授。1992年国立環境研究所所長。1994年人事官。2001年独立行政法人科学技術振興機構特別参与。2005年独立行政法人科学技術振興機構社会技術研究開発センター長。計測自動制御学会会長、国際自動制御連盟理事、学術情報センター研究開発部長、日本学術会議会員、環境省政策評価委員会委員長、学術審議会委員、著作権審議会委員、国語審議会委員、産業技術審議会委員、総合科学技術会議専門委員、総合研究大学院大学監事なども歴任した。学術情報センター名誉教授、計測自動制御学会名誉会員。

## 受賞
- 1987年 - 計測自動制御学会論文賞[6]
- 1990年 - 計測自動制御学会論文賞[6]
- 2002年 - 計測自動制御学会功績賞[6]
- 2015年 - IEEE Innovation in Societal Infrastructure Award[7]

## 受章
- 2002年 - 勲二等旭日重光章[6]